# Ctenophysis
Ctenophysis chilensis es una especie de araña araneomorfa de la familia Linyphiidae. Es el único miembro del género monotípico Ctenophysis.

## Distribución
Es un endemismo de Chile donde se encuentra en las regiones de Biobío, Araucanía,  Los Lagos y  Los Ríos.